# Sistema Aquífero do Arenito Núbio
O Sistema Aquífero do Arenito Núbio é o maior aquífero de água fóssil do mundo, isto é, a maior reserva de água subterrânea não reabastecida por outras fontes. Cobre cerca de 2.000.000 km² na parte oriental do Deserto do Saara, entre a Líbia, Egipto, Chade e Sudão. Estima-se que contenha 150.000 km³ de água.